# 地福寺 (大和郡山市)
地福寺（じふくじ）は、奈良県大和郡山市上三橋町にある融通念仏宗の寺院。重要文化財（国指定）の木造十一面観音立像を所有する。

## 文化財
- 木造十一面観音立像

国の重要文化財（昭和54年6月6日指定）で、奈良国立博物館に寄託されている。像高169.8センチ。一木造で、平安時代初期9世紀の作と推定される。廃仏毀釈の際に廃寺となった超願寺という寺の本尊であった。